# 林德瑙
林德瑙（德語：Lindenau）是德国勃兰登堡州的市镇，隶属于上施普雷瓦尔德-劳西茨县，总面积为11.13平方千米，截至2023年12月31日总人口为757人。